# Dichagyris umbrifera
Dichagyris umbrifera är en fjärilsart som beskrevs av Alphéraky 1882. Dichagyris umbrifera ingår i släktet Dichagyris och familjen nattflyn. Inga underarter finns listade i Catalogue of Life.